# Vulgata

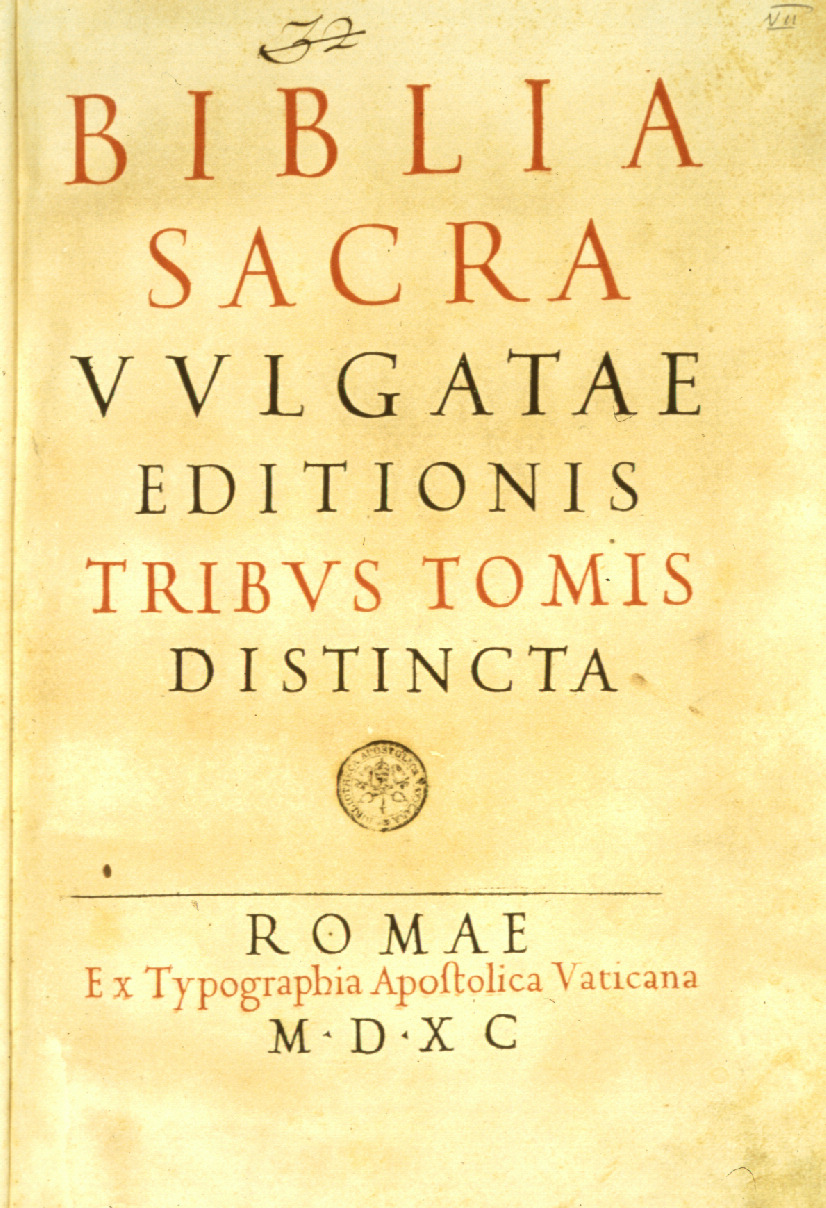
Vulgata tryckt år 1590 efter att många av motreformationens åtgärder fått effekt.

Vulgata, Versio Vulgata, latin, ”den allmänna översättningen”, är en av de första översättningarna av Bibeln till latin. Under medeltiden och den nya tiden var detta den version som användes allra mest, och den var Romersk-katolska kyrkans officiella bibelversion. Termen ”vulgata” används ibland även om den vanligaste versionen av andra bokverk.

## Historia
Påve Damasus I gav cirka år 383 Hieronymus i uppdrag att översätta Bibeln till latin för att ersätta de olika existerande versionerna med en enhetlig text. Hieronymus nyöversatte Nya Testamentet från grekiskan och därefter (från 390) Gamla Testamentet från hebreiskan. Hela bibelöversättningen fullbordades år 405, även om det dröjde innan den fick allmänt erkännande.
Någon gång i början av 700-talet omarbetades Vulgata av den anglosaxiske munken Beda, med utgångspunkt i flera källor.
Efter 600-talet blev Vulgata allmänt brukad i västkyrkan, och senare blev den Katolska kyrkans officiella Bibel. Denna status fastslogs slutgiltigt vid Tridentinska kyrkomötet år 1546. Dessförinnan hade den fått än större spridning, som det första större bokverk som tryckts (cirka 1454 i Mainz) med Johannes Gutenbergs boktryckarteknik.
År 1979 ersattes Vulgata av en ny bibelöversättning, efter auktorisation från påven. Även denna, Nova Vulgata eller Neovulgata (”den nya Vulgatan”), utgår från originaltexterna och fortsätter traditionen från Hieronymus.